# Чемберс, Роберт Уильям
Роберт Уильям Чемберс (англ. Robert William Chambers; 26 мая 1865, Бруклин, Нью-Йорк — 16 декабря 1933, Нью-Йорк, Нью-Йорк) — американский художник и писатель-фантаст, наиболее известный своей книгой рассказов «Король в жёлтом», опубликованной в 1895 году.

## Биография
Чемберс родился в Бруклине, штат Нью-Йорк, в семье Уильяма П. Чемберса (англ. William P. Chambers) (1827—1911), юриста по корпоративному праву и банкротству, и Кэролайн Смит Боутон (англ. Caroline Smith Boughton) (1842—1913). Его родители познакомились, когда его матери было двенадцать лет, и Уильям П. проходил стажировку у её отца, Джозефа Боутона, известного корпоративного юриста. В конце концов они основали юридическую фирму Чемберс и Боутон, которая продолжала процветать даже после смерти Джозефа в 1861 году.
Прадед Роберта Чемберса, Уильям Чемберс (англ. William Chambers) (рождение неизвестно), лейтенант британского Королевского флота, был женат на Амелии Сондерс (англ. Amelia Saunders) (1765—1822), правнучке Тобиаса Сондерса из Уэстерли, Род-Айленд. Пара переехала из Уэстерли в Гринфилд, штат Массачусетс, а затем в Голуэй, штат Нью-Йорк, где родился их сын, также Уильям Чемберс (англ. William Chambers) (1798—1874). Второй Уильям окончил Юнион-колледж в 18 лет, а затем поступил в колледж в Бостоне, где изучал медицину. По окончании учёбы он и его жена Элиза П. Аллен (1793—1880), прямые потомки Роджера Уильямса (англ. Roger Williams), основателя Провиденс, штат Род-Айленд, были одними из первых поселенцев в Бродалбине, штат Нью-Йорк. Его братом был архитектор Уолтер Боутон Чемберс.
Чемберс сначала получил образование в Бруклинском политехническом институте, а затем в возрасте около двадцати лет вступил в Лигу студентов-художников, где его сокурсником был художник Чарльз Дана Гибсон. Чемберс учился в Париже в Школе изящных искусств и Академии Жюлиана с 1886 по 1893 год, а его работы выставлялись в «the Salon» уже в 1889 году. По возвращении в Нью-Йорк ему удалось продать свои иллюстрации к книге «Жизнь, правда» и журналу «Vogue». Затем по неясным причинам он посвятил свое время писательству, написав свой первый роман «В квартале» в 1887 году в Мюнхене. Его самым известным произведением является «Король в жёлтом», — сборник рассказов в стиле модерн, опубликованный в 1895 году. В него вошли десять рассказов, связанных с вымышленной пьесой с таким же названием, которая сводит с ума тех, кто её читает. Е. Ф. Блейлер назвал «Короля в жёлтом» одним из самых важных произведений американской фантастики в жанре сверхъестественный ужас. Сборник вызывал сильное восхищение у Лавкрафта и его последователей из «Круга Лавкрафта».
Чемберс вернулся жанру «странной фантастики» в своих более поздних сборниках рассказов: «Создатель лун», «Тайна выбора» и «Небесное дерево», но ни один из них не принес ему такого успеха, как «Король в жёлтом». Некоторые работы Чемберса содержат элементы научной фантастики, такие как «В поисках неизвестного» и «Полиция!!!» о зоологе, который сталкивается с монстрами.
Основным произведением исторической фантастики Чемберса была серия романов, действие которых происходит во время франко-прусской войны. Этими романами были «Красная республика» (1895), где в центре внимания — Парижская коммуна; «Лотарингия» (1898), «Пепел империи» (1898) и «Райские девы» (1903). Чемберс написал романы «Специальный вестник» (1909), «Аилса Пейдж» (1910) и «Свистящая кошка» (1932), действие которых происходит во время Гражданской войны в США. Чемберс также написал «Кардиган» (1901), исторический роман для юных читателей, действие которого происходит в разгар американской революции. Позже Чемберс начал писать романтические романы, чтобы зарабатывать на жизнь. По некоторым оценкам, у Чемберса была одна из самых успешных литературных карьер своего периода, его более поздние романы хорошо продавались, а некоторые из них достигли статуса бестселлеров. Любовные романы Чемберса часто изображали интимные отношения между «хамскими» мужчинами и сексуально желающими женщинами, в результате чего некоторые рецензенты обвиняли произведения Чемберса в пропаганде безнравственности. Многие из его работ также публиковались в журналах.
Его роман «Человек, которого они повесили» был о капитане Кидде, и в нём утверждалось, что Кидд не был пиратом, а был сделан козлом отпущения британским правительством.
Во время Первой мировой войны Чемберс писал военные приключенческие романы и военные рассказы, некоторые из которых демонстрировали сильное возвращение к его старому странному стилю, например, «Покинутый» в «Варварах» (1917). После 1924 года он посвятил себя исключительно написанию исторической фантастики.
Чемберс на несколько лет сделал Бродалбин, штат Нью-Йорк, своим летним домом. Некоторые из его романов касаются колониальной жизни в Бродалбине и Джонстауне.
12 июля 1898 года он женился на Эльзе (Эсли) Вон Моллер (англ. Elsa (Elsie) Vaughn Moller) (1872—1939). У них был сын Роберт Эдвард Стюарт Чемберс (1899—1955) (который иногда использовал имя Роберт Хастед Чемберс).
Роберт Уильям Чемберс умер 16 декабря 1933 года после операции на кишечнике тремя днями ранее.

## Критика
Лавкрафт сказал о Чемберсе в письме Кларку Эштону Смиту:
Чемберс похож на Руперта Хьюза и нескольких других падших титанов — наделен правильными мозгами и образованием, но полностью отвык их использовать.
Несмотря на то, что позднее Чемберс фактически отказался от странной фантастики и сверхъестественных историй, эти ранние работы — все, что оставалось в печати на протяжении большей части двадцатого века, благодаря включению этих трудов Лавкрафтом в его эссе «Сверхъестественный ужас в литературе».

Фредерик Табер Купер писал:
Так много работы мистера Чемберса раздражает, потому что мы чувствуем, что он мог бы так легко сделать её лучше.
В обзоре исторической фантастики Чемберса Венди Боусфилд заявила, что исторический роман «Кардиган» был «самым высоко оцененным историческим романом Чемберса» при его жизни. Баусфилд также утверждала, что большая часть исторической фантастики Чемберса была омрачена плохо прописанными персонажами и «бесчувственным юмором в ущерб этническим типам». Баусфилд также писала, что «тривиализация человеческих отношений Чемберсом вызывает сожаление, поскольку его воссоздание исторических деталей одежды и повседневной жизни является ярким и исторически точным».
Критические исследования произведений Чемберса в жанре ужасов и фэнтези включают эссе Ли Вайнштейна в книге «Сверхъестественные писатели-фантасты», эссе Брайана Стейблфорда в «Путеводителе Сент-Джеймса по писателям ужасов, привидений и готики» и главу в книге С. Т. Джоши «Эволюция странной сказки» (2004).
Роман Чемберса «Отслеживание пропавших без вести» был адаптирован продюсерами мыльной оперы Фрэнком и Энн Хаммерт в многолетней (1937—1954) криминальной радиодраме «Мистер Кин, Отслеживание пропавших без вести».
«Король в жёлтом» вдохновил многих современных авторов, в том числе Карла Эдварда Вагнера, Джозефа Пулвера, Лин Картера, Джеймса Блиша, Ника Пиццолатто, Майкла Циско, Стивена Кинга, Энн Швадер, Роберта Прайса, Галада Эльфландссона и Чарльза Стросса.